# Островский, Денис
Дени́с Остро́вский (латыш. Deniss Ostrovskis; 5 февраля 1992, Огре) — латвийский футболист, полузащитник.

## Карьера
Денис Островский является воспитанником юношеского футбольного центра «Сконто». Летом 2009 года он присоединился к рижскому «Олимпу», в рядах которого вскоре он дебютировал в Высшей лиге Латвии.
Летом 2010 года Денис Островский перешёл в клуб МЕТТА/Латвийский университет, выступающий в Первой лиге Латвии.
Перед сезоном 2011 года Денис Островский пополнил ряды клуба «Юрмала-VV», в котором он забил три гола за сезон.
В начале 2012 года Денис Островский присоединился к «Юрмале». Но проведя за клуб всего лишь один матч в чемпионате, в июле того же года он перешёл в ряды «Гулбене».

## Статистика выступлений
| Выступление      | Выступление      | Выступление      | Чемпионат | Чемпионат | Кубок | Кубок | Итого | Итого |
| Клуб             | Лига             | Сезон            | Игры      | Голы      | Игры  | Голы  | Игры  | Голы  |
| ---------------- | ---------------- | ---------------- | --------- | --------- | ----- | ----- | ----- | ----- |
| Олимп            | Высшая лига      | 2009             | 2         | 0         | —     | —     | 2     | 0     |
| Олимп            | Высшая лига      | 2010             | 3         | 0         | 0     | 0     | 3     | 0     |
| МЕТТА/ЛУ         | Первая лига      | 2010             | 11        | 0         | 1     | 0     | 12    | 0     |
| Юрмала-VV        | Высшая лига      | 2011             | 16        | 3         | 2     | 0     | 18    | 3     |
| Юрмала           | Высшая лига      | 2012             | 1         | 0         | 1     | 0     | 2     | 0     |
| Гулбене          | Высшая лига      | 2012             | 5         | 0         | 1     | 0     | 6     | 0     |
| Всего за карьеру | Всего за карьеру | Всего за карьеру | 38        | 3         | 5     | 0     | 43    | 3     |